# 한국 고대의 교육
한국 고대의 교육은 한민족이 살던 지역의 원시사회의 교육 활동과 고조선 및 원삼국 시대의 교육 활동, 삼국 시대의 교육, 통일신라의 교육을 포괄한다. 연대적으로는 기원전 4만년 경부터 900년경까지이다.

## 원시사회의 교육 활동
역사학적으로 원시사회는 문명사회 이전의 사회를 말하는 것으로, 인간이 구성한 조직이 단순하고 개인이 집단의식 안에 강하게 귀속되어 독립자의 성격을 지니지 못하였으며, 주술이나 종교가 생활에서 큰 비중을 차지했던 사회이다.
이러한 사회에서는 사회 구성원 개인의 ‘안전’과 집단생활을 위한 ‘단결’과 관련된 교육활동이 이루어졌던 것으로 여겨진다. 개인의 안전을 도모하기 위하여 이를 위한 신체적 훈련과 생존을 위한 식량 획득 방법에 대한 내용이 교육되었을 것이며, 집단생활을 영위하기 위하여 집단 내의 관습이나 원시 종교의 제례 등이 교육되었을 것으로 짐작할 수 있다. 그러나 원시 사회에서 위와 같은 교육활동이 행해졌다 하더라고 그들은 그것이 ‘교육’이라는 것을 인지하지 못하고 있었을 것이다.
한편, 이 시기의 한민족의 교육 활동에 대한 직접적인 사료가 전무하기 때문에 서양 세계의 원시사회의 교육 활동을 고려하여 이 시기의 교육 활동을 추론해 볼 수밖에 없다.

## 고조선 및 원삼국 시대의 교육 활동
고조선 시대는 원시국가로서 국가의 형태를 갖추기 시작한 국가이다. 고조선은 현대 한국인의 정신적 기반의 상징이기 때문에 고조선이 갖는 교육적 의미는 매우 크다고 할 수 있겠지만 이 시기의 교육 활동에 대한 사료가 일천하여 그 형태를 정확히 알기 어려운 것이 사실이다. 고조선은 환웅의 홍익인간의 기치 아래 세워진 국가로서 이와 관련된 교육이 행해졌다는 것을 추론해 볼 수 있다. 다만, 고조선 후기와 관련된 기록에서 준왕이 위만에게 박사 직위를 수여했다는 기록이 있는 것으로 보아 교육과 관련된 관직이 있었을지도 모른다는 추측을 해 볼 수 있다.
부여를 비롯한 여러나라가 성립된 원삼국 시대는 부족국가의 시대로서 국가의 형태가 어느정도 갖추어진 시기이다. 이 시기에는 지배자와 피지배자 간의 관계가 확립되었으며, 제정일치의 정치제도가 확립되었다. 이러한 상황에서는 계급 분화와 관련된 내용과 국가 통치를 위한 지식이 교육되었을 것이라 추론해 볼 수 있으며, 제정일치 사회였던 만큼 교육활동이 종교적 활동과 결부되어 이루어졌음을 고려해 볼 수 있다.
원삼국 시대의 교육과 관련하여 특기할 만한 사항으로는 이 시기를 기록한 중국의 문헌에 부여와 진한에서 문자를 사용했다는 내용이 등장한다는 점이다. 이것은 해당 국가의 문화적 수준이 일정 수준 이상이었으며, 문자교육을 할 만한 초보적인 교육체계가 마련되었음을 의미하는 것이다.

## 삼국시대의 교육
삼국 시대는 고구려·백제·신라가 경쟁을 했던 시기로서, 이러한 상황은 그대로 교육에 반영되었다. 특히 당시에는 청소년을 대상으로 무술을 교육함으로써 유사시에 대비하려 하였다. 고구려의 경당과 신라의 화랑도는 바로 그러한 취지에서 만들어진 학교와 집단이었으며, 백제의 경우도 그 명칭은 알 수 없지만 이들과 유사한 단체나 학교가 존재했을 것으로 여겨진다. 이러한 기관에서는 무술 이외에도 여러 가지 서적들을 교육하는 등 문무균형의 교육을 도모하였다. 이와 같이 삼국시대의 교육은 삼국 간의 보편성을 지녔음을 알 수 있는데, 이는 삼국 간의 경쟁 속에서 나온 시대적 산물이었다고 볼 수 있다.
한편, 삼국과 가야는 중국 교육 제도의 영향을 받기도 하였는데, 특히 고구려와 백제,부여와 진한등의 나라가 중국의 영향을 많이 받았다. 

## 통일신라의 교육
신라가 삼국을 통일한 이후 삼국 간의 대립이라는 위기상황이 해소되자 더 이상 화랑도가 존재할 현실적 필요성이나 명분이 사라지게 되었다. 화랑도 같은 유동적인 조직보다는 거대한 통일국가의 위신에 걸맞은 중국식 학교제도가 도입될 필요가 있었는데 국학은 이러한 배경에서 설립된 학교이다. 국학은 당의 국자감을 모방한 국립학교로서 규모만 작을뿐 국자감과 동일한 방식으로 운영되었다. 국학에는 재학생을 대상으로 책을 읽은 정도를 기준으로 관리를 선발하는 독서삼품과라는 독특한 제도가 있었는데, 이는 국학의 졸업시험과도 같은 것이었다.
독서삼품과의 등장으로 혈통을 중시했던 관행에서 부분적이나마 능력을 중시하는 경향이 생겼던 것으로 보인다. 또한 국학을 졸업하면 제한적이긴 하지만 신분상승의 기회가 주어졌기 때문에 많은 사람들이 여기에 입학하려 하였다. 결국 독서삼품과는 국학의 명맥을 유지하기 위한 제도적 장치였던 것이다. 한편, 통일신라 당국은 중앙의 국학 외에도 지방에 학교를 설립했던 것으로 여겨지는데, 이는 통일신라가 국학과 향학을 동시에 육성하는 중국의 유교교육적 전통을 수용한 것이라 볼 수 있다.

## 같이 보기
- 삼국 시대 이전의 교육
- 삼국시대의 교육
- 통일신라의 교육